# Llegenda urbana

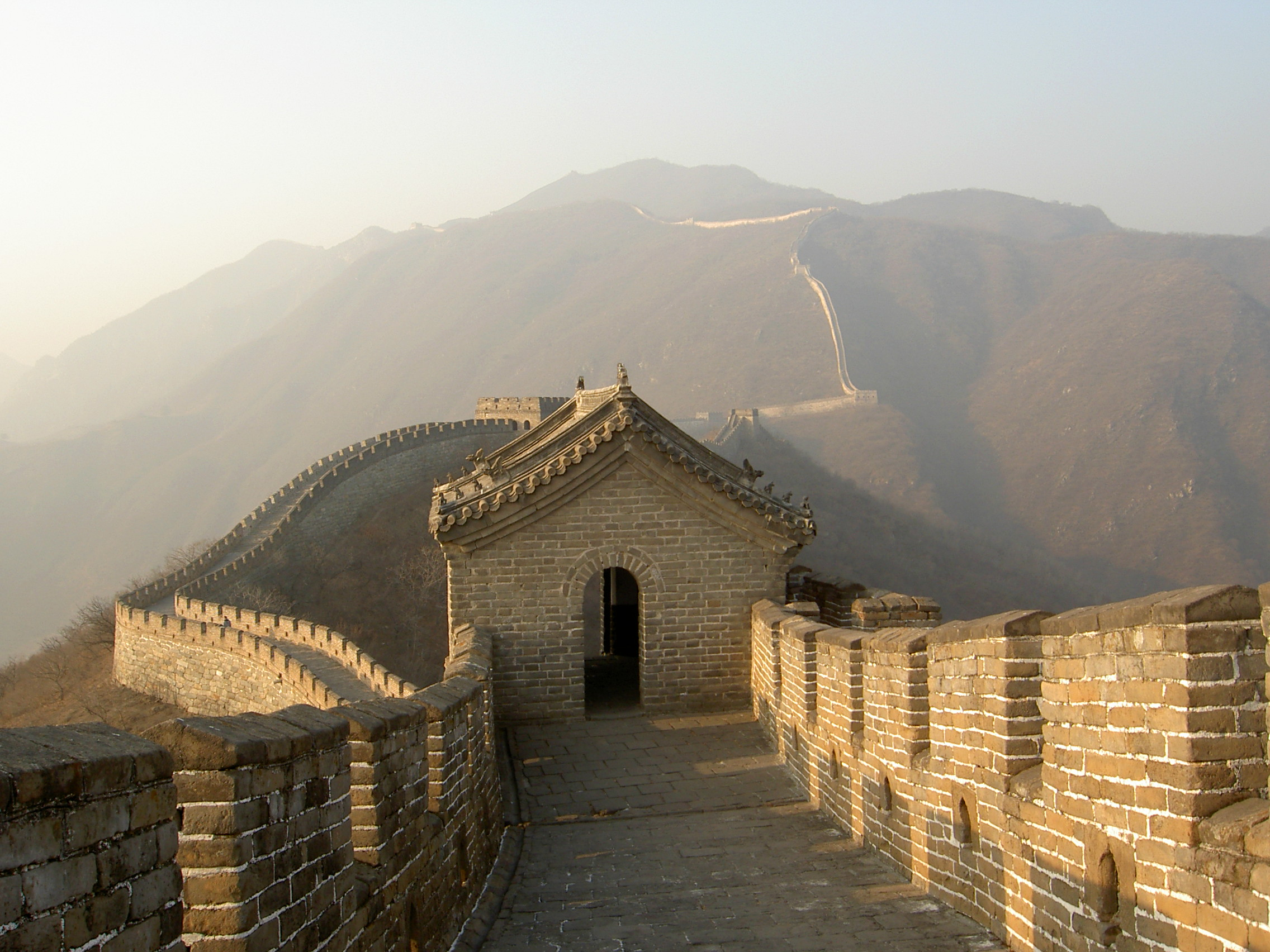
Una popular llegenda urbana explica que és possible veure la Gran Muralla Xinesa des de l'espai.

Una llegenda urbana és una història contemporani, que no ha ocorregut mai, explicada com si fos certa, i que circula fonamentalment a través del boca a boca. El terme anglès urban legend va ser encunyat el 1981 pel folklorista nord-americà Jan Harold Brunvand (1933-…) al seu llibre The Vanishing Hitchhiker (L'autoestopista fantasma). El concepte és parent amb el de rumor públic o enraonies.
Com qualsevol llegenda, es tracta d'històries extravagants, però prou versemblants, que de boca en boca, adquireixen dades noves i matisos personals de qui ho explica, com si es tractessin de fets reals que van tenir lloc en un moment i lloc precís, habitualment dins o en relació amb una gran ciutat.
Una característica és que és gairebé impossible trobar un testimoni directe del succés narrat, pel que resulta molt difícil saber si la història és real. Es solen atribuir a un amic d'un amic, o un cosí d'un col·lega. També hi ha qui prefereix catalogar-les com a llegendes a seques i consideren que això queda l'essència del gènere: contar una història inventada com si fos vera.

## Algunes llegendes urbanes
- Persones han estat segrestades amb l'única fi d'extirpar-los un ronyó, potser després d'assistir a una festa o de veure's obligades a prendre alguna droga; o aquella que exposa missatges subliminars en anuncis comercials; o també el gust gastronòmic per a menjar fetus de nadons a Taiwan, entre d'altres.
- Verònica i l'autoestopista fantasma, les quals s'expliquen arreu del món i s'han anat modernitzat amb el pas del temps. Per exemple, en les primeres versions de la «llegenda de Verònica» no apareixia la seva imatge dins d'un mirall, sinó que apareixia reflectida sobre la superfície de l'aigua d'un barril. En la llegenda de l'autoestopista fantasma en els seus orígens la noia no pujava a un cotxe sinó que parava els genets i muntava en els seus cavalls.
- La presumpta mort de Paul McCartney (del grup The Beatles) en un accident de trànsit l'any 1966 i del doble que el va substituir d'aleshores ençà. Els fans deien haver trobat proves del fet en els discos posteriors.
- La vaga a la japonesa és una llegenda urbana d'origen espanyol segons la qual els japonesos solen treballar més del compte com a mesura de pressió.
- Polybius és el nom d'una màquina recreativa que ha generat moltes llegendes urbanes al seu voltant.
- El que hi ha als contenidors de reciclatge és mescla amb la resta als camions i no se'n fa res.[7]